# Otín
Otín es un despoblado de la provincia de Huesca (España), actualmente perteneciente al municipio de Bierge, en el Somontano de Barbastro. Se enclava en las estribaciones de la Sierra de Guara, en el Prepirineo aragonés.

## Geografía
Se accede en coche mediante una pista que parte de la carretera Las Bellostas, o a pie desde Nasarre por la GR-1, o por Rodellar por el Mascún inferior. El pueblo se encuentra dentro del Parque natural de la Sierra y los Cañones de Guara a 1040 m s. n. m..

## Historia
Otín se divide en dos barrios, y está formado por doce casas: Artosilla, Bellosta, Cabalero, Campo, Cebollero, Fumanal, O Carretero, O Lujo, O Piquero, Purnas, Prico y Tixidor.

## Demografía
La primera mención conservada data del 1151. En el censo de 1646 contaba con 5 fuegos. En 1785 aparece mencionado como lugar.
En 1834 junto a Letosa forma un nuevo municipio (Otín y Letosa), que, en 1845, se une al municipio de Rodellar. Aparece mencionado en el Madoz donde se describe que en Otín hay 7 casas, 9 vecinos y 67 almas.
En la década de 1960 se une al actual municipio de Bierge. Unos años después quedó totalmente despoblado.
Datos demográficos de la localidad de Otín desde 1900:
| 63                   | 84 | 88 | 84 | 112 | 46 | 19 | -- | -- | -- | -- |
| (Fuente: INE, IAEST) |    |    |    |     |    |    |    |    |    |    |

- No figura en el Nomenclátor desde el año 1970.

## Monumentos
- Iglesia parroquial data del siglo XVII
- Como arquitectura popular montañesa cabe destacar la Casa Cosme Bellosta, en la cual se alojó el pirineísta Lucien Briet en 1908 cuando se dispuso a explorar el cañón de Mascún.[5]
- Ermita de Nuestra Señora del Barranco.[6]

## Fiestas
- Fiesta mayor a San Bartolomé, 25 y 26 de agosto.
- Fiesta menor de San José, 19 y 20 de marzo.